# Georg Gehlhoff
Georg (Richard) Gehlhoff (* 7. Februar 1882 in Adlig Rauden, Landkreis Marienwerder, Westpreußen; † 12. März 1931 in Siders, Kanton Wallis) war ein deutscher Physiker.
Er studierte Physik an der Technischen Hochschule Danzig und der Universität Berlin, wo er 1907 bei Emil Warburg promovierte. Er wurde Assistent von Heinrich Rubens und 1911 bei Jonathan Zenneck in Danzig, wo er sich auch habilitierte. In dieser Zeit machte er Untersuchungen über elektrische Entladungen (Glimmentladungen) und über die Wärmeleitfähigkeit von Antimon-Wismut-Legierungen und von Quecksilber.
1913 begann er an der Optischen Anstalt C. P. Goerz als wissenschaftlicher Mitarbeiter für die Konstruktion optischer Instrumente zu arbeiten. Ab 1917 war dort auch als Prokurist tätig. Gehlhoff wurde Leiter der von Goerz übernommenen Scheinwerferfabrik in Leutzsch. Hier galt sein Interesse der technischen Optik und der Lichttechnik, vor allem dem Lichtbogen und der Scheinwerfertechnik. 1920 wurde er Direktor der zugekauften Glasfabrik Sendlinger Optische Glaswerke GmbH in Berlin-Zehlendorf. Dieses war die einstige von München nach Berlin verlegte Steinheilschen Versuchsglashütte.
1922 trat er in die Berliner Osram GmbH ein, wo er als Direktor in die Leitung des Glaswerkes Weißwasser/Oberlausitz und später des Maschinen-Glaswerkes in Berlin-Siemensstadt berufen wurde. Die in den Anfängen befindliche Glasforschung überführte er in eine wissenschaftliche Bearbeitung. In dem von ihm eingerichteten Glaslaboratorium wurden systematisch die physikalischen Eigenschaften von Gläsern im festen und flüssigen Zustand erforscht. Daneben arbeitete er auf dem Gebiet der feuerfesten Tone und Steine.
Gehlhoff war Ehrendoktor der Technischen Hochschule Dresden.
Seit 1950 verleiht die Deutsche Glastechnische Gesellschaft zu Ehren an Gehlhoff die Auszeichnung Goldener Gehlhoff-Ring.